# Utena
Utena is een stad in het noordoosten van Litouwen en is de hoofdstad van het gelijknamige district Utena. De stad heeft 27.179 inwoners.
Het is voornamelijk bekend door de brouwerij van het Utenos bier.

## Sport
- FK Utenis Utena

## Geboren
- Simona Krupeckaitė (13 december 1982), baanwielrenster
- Jonas Valančiūnas (6 mei 1992), basketballer

## Partnersteden
- Chełm (Polen)
- Kovel (Oekraïne)